# Indestructible (singel)
Indestructible – czternasty singel amerykańskiej, nu metalowej grupy Disturbed.

## Lista utworów

### CD
1. "Album Version" – 4:38
2. "Edit" – 3:59

### Płyta winylowa
1. "Indestructible" – 4:38
2. "Inside the Fire" (Live from DeepRockDrive) – 3:52

### Digital
1. "Indestructible" – 4:38
2. "Inside the Fire" (Live from DeepRockDrive) – 3:52